# جوان كامبل (ممثلة)
جوان كامبل (بالإنجليزية: Joanne Campbell)‏ هي ممثلة بريطانية، ولدت في 8 فبراير 1964 في نورثامبتون في المملكة المتحدة، وتوفيت في 20 ديسمبر 2002 بسبب خثار.

## وصلات خارجية
- جوان كامبل (ممثلة) على موقع IMDb (الإنجليزية)
- جوان كامبل (ممثلة) على موقع قاعدة بيانات الفيلم (الإنجليزية)